# Ursus A
Ursus A war eine Serie polnischer Lastkraftwagen und Busse, die von Ursus hergestellt wurden. Es handelte sich um eine in Lizenz gebaute Modifikation der italienischen SPA 25C Polonia LKW.

## Geschichte

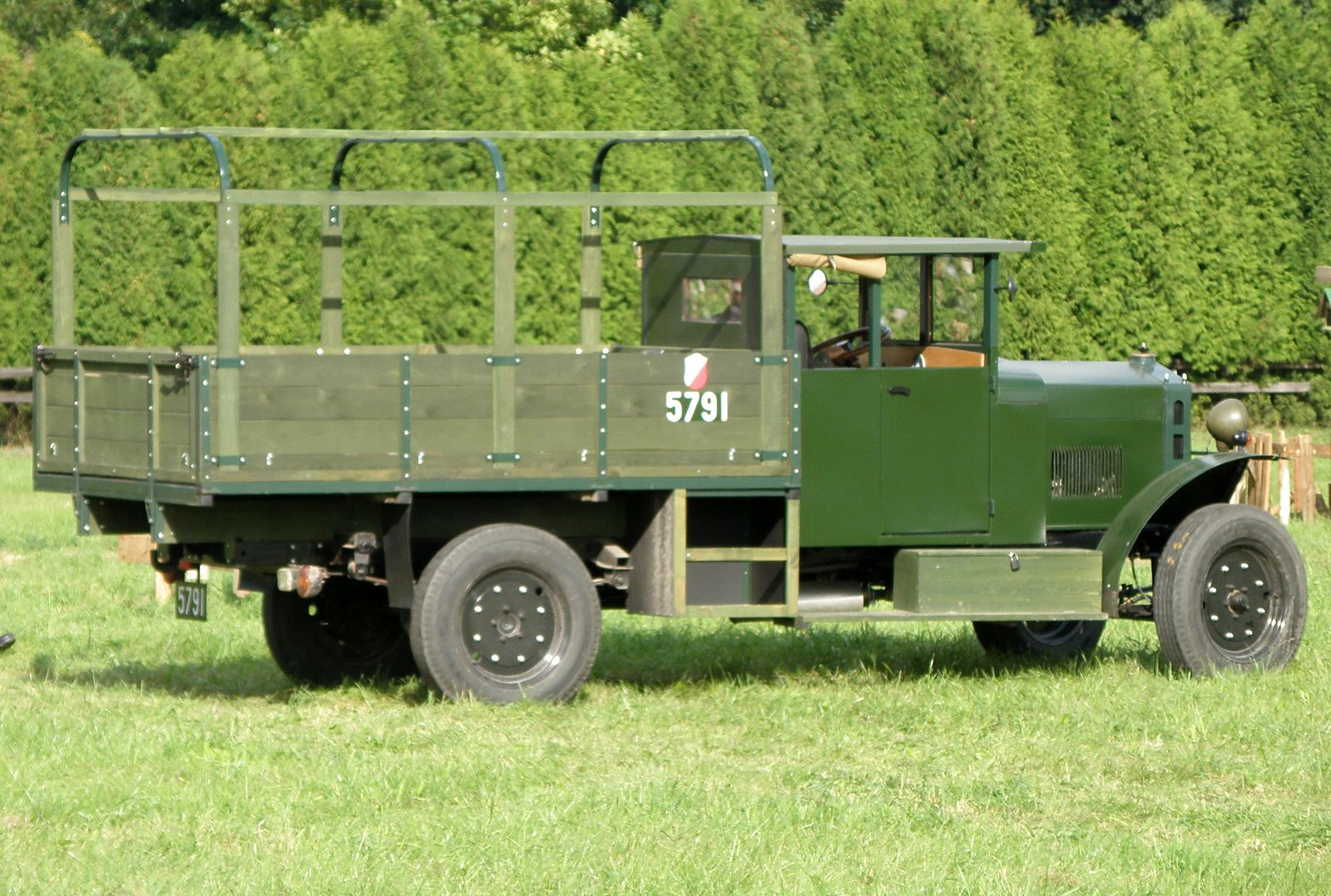
Nachbildung eines Ursus A-Lastwagens, Rückseite rechts

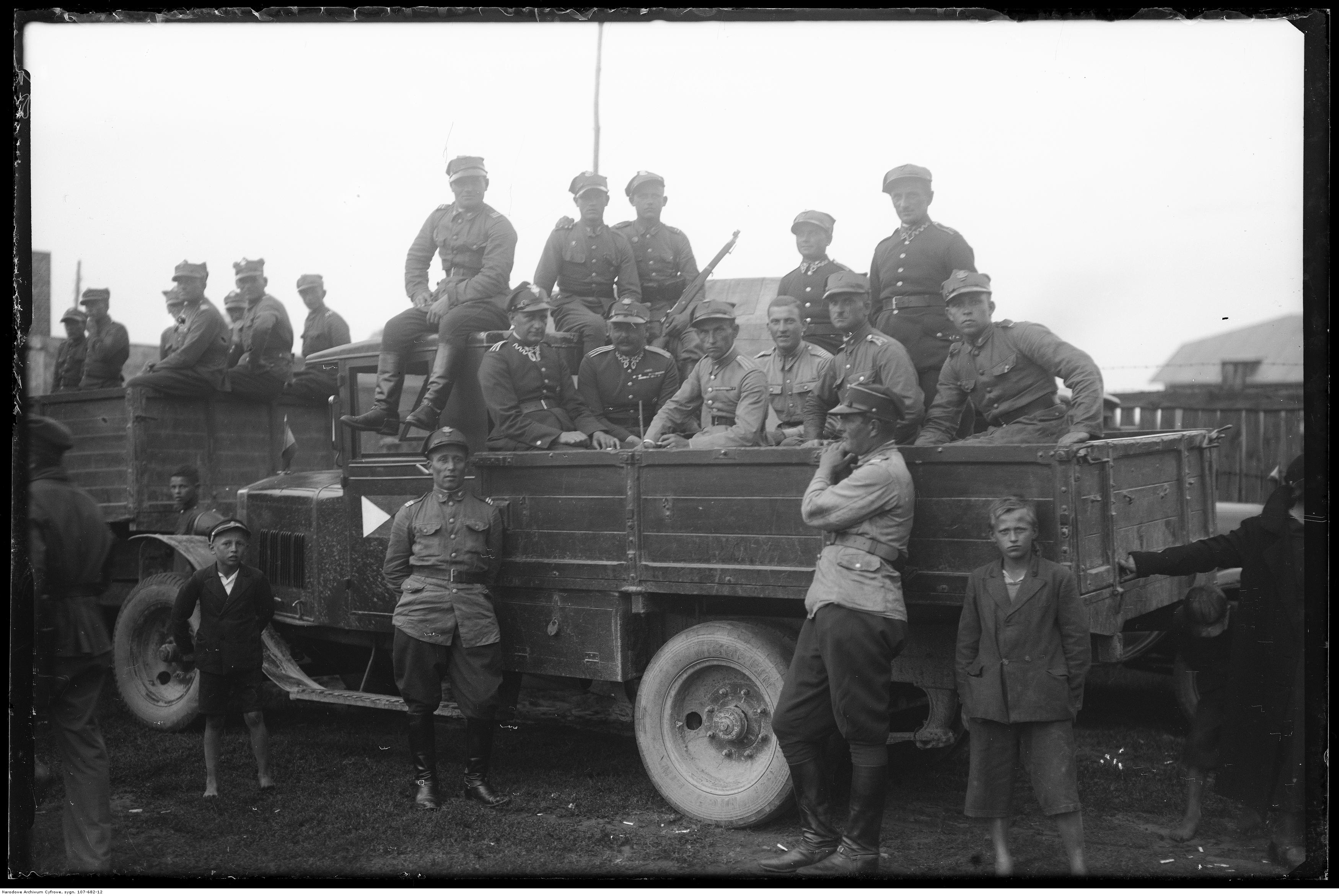
Eine Ursus A im Dienst der polnischen Armee

Im Jahr 1924 bestellte die polnische Regierung eine große Serie von in Lizenz gebauten 3-Tonnen-Lastkraftwagen vom Typ Berliet CBA und 1,5-Tonnen-Lkw vom Typ SPA 25C Polonia. Ursus sollte 1050 Lkw in drei Chargen zu je 200 Berliets und 150 SPAs liefern. Die erste Charge sollte aus Frankreich und Italien importiert werden, die zweite vor Ort aus importierten Teilen zusammengebaut werden, während die letzte Charge vor Ort in Polen produziert werden sollte. Das Unternehmen begann mit dem Bau einer neuen Fabrik in Czechowice in der Nähe von Warschau, um die neuen Produktionslinien unterzubringen, der Bau verlief jedoch langsam. Schließlich stimmte die polnische Armee dem Kauf von 400 Berliets aus Frankreich zu und erlaubte der Firma Ursus, sich auf die SPA-Produktion zu konzentrieren. Am 11. Juli 1928 verließen die ersten 52 Ursus A-Lkw das Werk.
Der Ursus A war im Grunde eine Modifikation des italienischen Lkw, angepasst an das raue polnische Wetter und schlechte Straßen. Die Änderungen waren zunächst geringfügig, der grundlegende Unterschied bestand in einer größeren Nutzlast (2,5 statt 2 Tonnen) und einem vereinfachten Kühler. Im Laufe der Zeit kamen weitere Modifikationen hinzu (insbesondere drei Fahrerhaustypen), die zur Produktion verschiedener Varianten führten. Die früheste Variante verfügte über ein offenes Fahrerhaus mit klappbarem Planenverdeck, das schnell durch ein Fahrerhaus mit festem Dach und offenen Seitenfenstern ersetzt wurde. Die letzte Variante verfügte über ein geschlossenes Fahrerhaus. Bis 1931, als die Produktion zugunsten des polnischen Fiat 621 eingestellt wurde, wurden 884 Fahrzeuge ausgeliefert, davon 509 für den zivilen Markt.